# Taras Kabanov
Pour les articles homonymes, voir Kabanov.
Taras Kabanov est un footballeur ukrainien, né le 23 janvier 1981 à Loutsk. Il évolue au poste d'attaquant.

## Palmarès
- PFC Oleksandriïa
  - Vainqueur du Championnat d'Ukraine de 2e division en 2011.